# Проститутки новой волны
«Проститу́тки но́вой волны́» (англ. New Wave Hookers) — американский порнофильм 1985 года, сформировавший жанр альтернативной порнографии. В нём приняли участие известные исполнители эпохи, после чего последовал ряд сиквелов и римейк.
Фильм был спродюсирован братьями Дарк, которые озвучили слоган «поставщики изысканной грязи» (англ. Purveyors of Fine Filth). Уолтер Дарк был исполнительным продюсером, а Грегори Дарк — продюсером, режиссёром и сценаристом в соавторстве с Platinum Fire.

## Сюжет
История начинается с того, что Джек Бэйкер и Джеми Гиллис шутят во время просмотра порно и разговора о женщинах. Они фантазируют, что их жизнь была бы лучше, если бы они были сутенёрами. Они обсуждают открытие службы эскорта с участием «сук новой волны», которые будут возбуждаться, когда будут слышать музыку новой волны. Они засыпают под телевизор, и большая часть фильма изображает двух мужчин, мечтающих о различных сексуальных контактах с женщинами, которые становятся сексуально восприимчивыми после прослушивания новой волны.

## Актёры
- Джинджер Линн
- Дезри Лэйн
- Кристара Бэррингтон
- Кимберли Карсон
- Брук Филдс
- Джина Каррера
- Джеми Гиллис
- Джек Бэйкер (Джон Бэйли)
- Том Байрон
- Стив Пауэрс
- Питер Норт
- Рик Кэссиди
- Грег Роум
- Стив Дрэйк

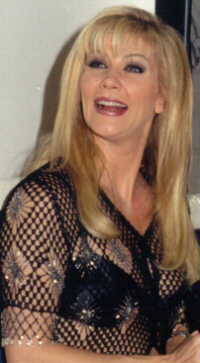
Джинджер Линн (1999 год)

- Трейси Лордс появилась в оригинальной версии, одетая в красное бельё и изображающая «дьявола».

## Премьера
Как показано в документальном фильме Fallen Angels, мировая премьера New Wave Hookers состоялась в 1985 году в лос-анджелесском секс-кинотеатре Pussycat Theater. Участники съёмочной группы прибыли в белых лимузинах. Среди присутствовавших были Грегори Дарк, Уолтер Дарк, Кристара Бэррингтон и Трейси Лордс.

## Юридические споры

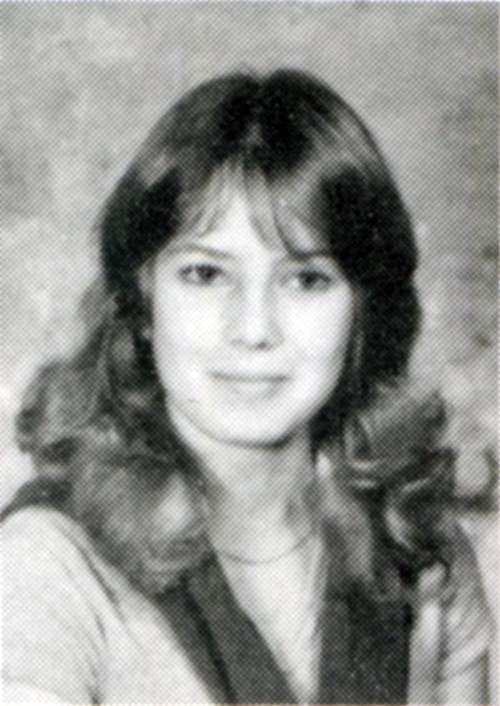
Трейси Лордз в 1983 году, за два года до съёмок

Оригинальная версия была снята с проката в США в 1986 году, когда появились новости о том, что Трейси Лордс было меньше 18 лет, когда был снят фильм. Впоследствии фильм был перемонтирован и переиздан без сцены Лордс–Кэссиди, а фотография Лордс на обложке была заменена фотографией Джинджер Линн. Эта переработанная версия — единственная, которая сегодня (юридически) доступна в США.

## Награды
В 1986 году фильм получил AFAA Erotica Awards за лучшую эротическую сцену, лучший саундтрек и лучший трейлер. Саундтрек включает в себя песню Electrify Me группы The Plugz, получившую награду в номинации «лучшая песня». Фильм также был номинирован в категориях «лучшее художественное оформление и декорации», «лучшая кинематография», «лучший дизайн костюмов» и «лучшая рекламная кампания». Также в 1986 году New Wave Hookers получил премию Adam Film World Guide Award как лучший фильм и AVN Awards в номинации «лучшая упаковка — фильм». Картина также была включена в Зал славы XRCO. В 2001 году Adult Video News поместили фильм на 17-е место в списке 101 величайших видео для взрослых всех времён.

## Сиквелы, ремейк

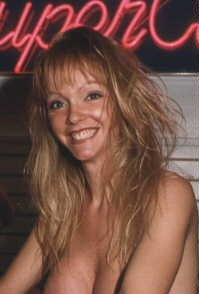
Кристал Уайлдер сыграла в третьей части

- New Wave Hookers 2[6] — 1992 AVN Award, «самый продаваемый релиз года»[7]
- New Wave Hookers 3[8] — 1993 XRCO Award, «лучшая парная сцена» (Кристал Уайлдер и Рокко Сиффреди)[9]; 1994 AVN Award, «лидер годового проката»[10]
- New Wave Hookers 4[11]
- New Wave Hookers 5[12] — три награды AVN Awards в 1998 году: «лучшая арт-режиссура, видео», «лучшие спецэффекты» и «лидер годового проката»[7]
- New Wave Hookers 6[13]
- New Wave Hookers 7 — 2004 AVN Award, «лучший монтаж, видео»[7]
- Ремейк Neu Wave Hookers[14] — 2007 AVN Award, «лучший секс-релиз»[7].

## Сцены
| Сцена 1 | Дезри Лэйн, Джеми Гиллис, Стив Пауэрс                                                            |
| Сцена 2 | Брук Филдс, Кимберли Карсон, Питер Норт                                                          |
| Сцена 3 | Джинджер Линн, Стив Пауэрс, Том Байрон                                                           |
| Сцена 4 | Кристара Бэррингтон, Джек Бэйкер, Стив Пауэрс                                                    |
| Сцена 5 | Трейси Лордс, Рик Кэссиди                                                                        |
| Сцена 6 | Кристара Бэррингтон, Джеми Гиллис, Стив Пауэрс                                                   |
| Сцена 7 | Дезри Лэйн, Джина Каррера, Кристара Бэррингтон, Грег Роум, Джек Бэйкер, Джеми Гиллис, Стив Дрэйк |